# Stichting Chiropractie Nederland
De Stichting Chiropractie Nederland (SCN) is een stichting die de kwaliteit van Nederlandse chiropractoren controleert middels visitaties, contracten met chiropractoren en een registratiesysteem.
Door kwaliteitseisen te beschrijven en vast te leggen en door periodieke controles toe te zien op de navolging daarvan, probeert ze het beroep transparanter te maken voor patiënten en werkers in de gezondheidszorg. De SCN kent daarnaast ook een klacht- en tuchtcommissie en een college van medisch toezicht. Het voldoen aan kwaliteitseisen van de SCN, is een voorwaarde tot toetreding tot de beroepsvereniging Nederlandse Chiropractoren Associatie. 

## Registratie
Inschrijving in het register van de SCN is gebonden aan enkele eisen. Zo worden in het register enkel chiropractoren opgenomen met een afgeronde opleiding die erkend is door het Europese accreditatieinstituut European Council on Chiropractic Education. De herregistratieperiode bedraagt een tijdvak van vijf jaar.